# Houses of the Holy
Houses of the Holy е петият студиен албум на британската рок група „Лед Зепелин“, издаден от Атлантик Рекърдс на 28 март 1973 г. Заглавието на албума е посветено от групата на феновете, които започнали да скандират „Houses of the Holy“ по концертите. Houses of the Holy става единадесет пъти платинен (11 млн. продадени копия).
Албумът ознаменува нова музикална насока в развитието на групата. Китарните рифове стават по-многопластови, като по този начин Джими Пейдж се отдалечава от първоначалното блус звучене. В откриващата песен „The Song Remains the Same“ и следващата „The Rain Song“ се вижда, че текстовете на Робърт Плант вече не са толкова открито мистични и фантастични, както в първите албуми. Houses of the Holy включва и други стилове, които не могат да се чуят в първите четири албума: „D'yer Mak'er“ е песен с реге мотив; в „No Quarter“ са включени клавиши и соло на акустично пиано, изпълнено от Джон Пол Джоунс; „The Crunge“ е фънк трибют към Джеймс Браун; „The Rain Song“ е съпроводена от изпълнение на мелотрон на Джоунс. Финалната песен „The Ocean“ е посветена на „океана от хора“, посещаващи концертите на групата.
„Houses of the Holy“ е и името на песен, която е записана в сешъните за този албум, но е включена едва в следващия – Physical Graffiti. Други песни записани по време на тези сешъни са „Walter's Walk“, „The Rover“ и „Black Country Woman“.
Обложката на албума е вдъхновена от края на романа на Артър Кларк „Краят на детството“. Краят на романа включва няколкостотин милиона голи деца, наподобяващи човешки същества само външно, тъй като са достигнали последната фаза в еволюция на човешката раса преди сливането ѝ с извънземната раса на Свръхвладетелите. На практика обложката представлява колаж на няколко снимки направени на Пътя на великана (Северна Ирландия) от Обри Поуел от Хипнозис. Желаният изгрев бил постоянно възпрепятстван от облаци. Така разултатите изобщо не били задоволителни, но с помощта на допълнителна обработка се получила неочаквано добра обложка. Снимката от вътрешната страна е направена в замъка Дънлък, близо до Пътя на великана. Първоначално албумът се продавал завит в обикновена хартия, на която била отпечатана снимка на групата. Тя трябвало да бъде скъсана или срязана, за да се стигне до записа. По този начин били скрити голите тела от обложката от директно показване, но въпреки това албумът е забранен или е невъзможно да се намери в Испания и някои части на южните щати на САЩ за няколко години. Обложката е класирана на шесто място в класацията на Ви Ейч Уан „50-те най-велики обложки“ (2003). Всъщност това е втората обложка предложена на групата от Хипнозис. Първата била направена от Сторм Торгерсън и представлявала електриковозелен тенис корт и тенис ракета. Групата обаче не харесала определението на Торгерсон, че музиката им звучала като ракета и избрала Поуел да направи обложката. Независимо от това Торгерсън прави обложките на Presence и In Through the Out Door.
Това е последният албум на Лед Зепелин, издаден от Атлантик Рекърдс, тъй като през 1974 г. те създават своя собствена звукозаписна компания Суан Сонг.
През 2003 г. Houses of the Holy е класиран на #149 в класацията на списание „Ролинг Стоун“ „500-те най-велики албума на всички времена“.
През 2004 г. американската индъстриъл метъл група „Министри“ издава албум озаглавен Houses of the Molé, като фронтменът на групата Ал Юргенсен заявява, че с името отдава почит на албума на „Лед Зепелин“.

## Състав
- Робърт Плант – вокали, хармоника
- Джими Пейдж – електрическа китара, акустична китара, беквокали, продуцент
- Джон Пол Джоунс – бас, орган, мелотрон, пиано, синтезатор, клавесин, беквокали
- Джон Бонъм – барабани, беквокали

### Класации

#### Албум
| Година | Класация                         | Позиция |
| ------ | -------------------------------- | ------- |
| 1973   | Билборд Поп Албуми (Билборд 200) | 1       |

#### Сингли
| Година | Сингъл                        | Класация                             | Позиция |
| ------ | ----------------------------- | ------------------------------------ | ------- |
| 1973   | „D'Yer Mak'er“                | Билборд Поп Сингли (Билборд Хот 100) | 20      |
| 1973   | „Over The Hills And Far Away“ | Билборд Поп Сингли (Билборд Хот 100) | 51      |
| 1973   | „Dancing Days“                | Билборд Поп Сингли (Билборд Хот 100) | 51      |